# Eaton (New Hampshire)
Eaton – miasto w Stanach Zjednoczonych, w stanie New Hampshire, w hrabstwie Carroll. W 2020 zamieszkiwało tam 405 osób.